# Salmoneus tricristata
Salmoneus tricristata är en kräftdjursart. Salmoneus tricristata ingår i släktet Salmoneus och familjen Alpheidae. Inga underarter finns listade i Catalogue of Life.